# مارکسیسم فرویدی
مارکسیسم فرویدی گرایش یا خوانشی روانکاوانه از نظریات فیلسوف آلمانی، کارل مارکس است که درصدد همگرایی مارکس با فروید می‌باشد.

## تاریخچه

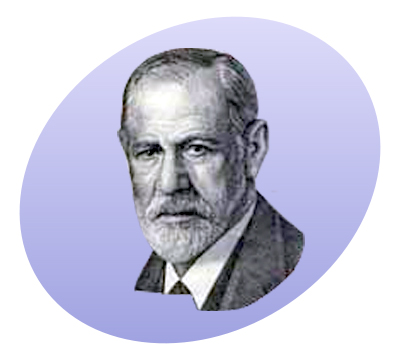
زیگموند فروید روان‌شناس مطرح اتریشی و بنیان‌گذار علم روانکاوی

مارکسیسم فرویدی از دههٔ ۱۹۲۰ و ۳۰ آغاز شد و تا نگرش‌های پساساختارگرایانه و روان‌شناسان لکانی ادامه پیدا کرد. نقطهٔ آغاز این گرایش را در مقالهٔ «فراتر از جامعه» زبان‌شناس مارکسیست روس والنتین ولوشینوف یافته‌اند که با نگاهی روانشناسانه و انتقادی به ایدئولوژی مارکسیسم پرداخته‌است. پایه‌گذار دیگر مارکسیسم فرویدی را ویلهلم رایش و به‌طور مشخص مقالهٔ او به نام «زیر پرچم مارکسیسم» می‌دانند که در سال ۱۹۲۹ نگارش شده‌است و نقدی روانشناسانه به مارکسیسم داشته‌است. نقطهٔ اوج این نگاه را می‌توان در آثار برخی از اعضای مکتب فرانکفورت یافت که با روانکاوی فروید به‌دنبال نقد و تکمیل پروژه‌های مارکسیستی خود بودند. از جمله اعضای شاخص مکتب فرانکفورت، هربرت مارکوزه بود که در کتاب «اروس و تمدن» با نگاهی فرویدی-مارکسی به نقد جامعه کاپیتالیستی پرداخته بود. از دیگر دانشمندان مهم این مکتب اریش فروم روان‌شناس مشهور مکتب انتقادی بود که به نقد جنبش‌های فاشیستی و توتالیتر همت گمارده بود. همچنین می‌توان فیلسوف الجزایری منتقد استعمار فرانتس فانون و برخی ساختارگرایان (لوئی آلتوسر)، پسا-ساختارگرایان (میشل فوکو و ژان فرانسوا لیوتار) و لاکانی‌هایی مانند اسلاوی ژیژک وکورنلیوس کاستوریادیس را در این گرایش قرار داد.